# AIK Fotbolls säsong 1999
AIK spelade säsongen 1999 i Allsvenskan och blev det mest händelserika året på 1900-talet för AIK:s del. I början av året beslöts det att AIK skulle bli ett aktiebolag. Det drog in cirka 60 miljoner dock så gick det mesta till ishockeysektionen som hade stora förluster att täcka. Eftersom AIK 1998 vunnit Allsvenskan och därmed fick chansen att kvala till UEFA Champions League så storsatsade AIK och köpte en massa spelare och under sommaren 1999 köptes den mest uppmärksammade: Andreas Andersson från Newcastle för 19,5 miljoner kronor. AIK lyckades gå till gruppspelet i Champions League men kom sist i gruppen på en poäng. I Allsvenskan låg AIK länge i topp och såg ut att vinna Allsvenskan för andra året i rad - men 1998 års tvåa Helsingborg lyckades komma före och vann serien med en poäng mer än AIK trots att de förlorade båda matcherna mot laget det i året. Istället lyckades AIK vinna 1998/99 års upplaga av Svenska Cupen efter att ha vunnit mot IFK Göteborg med 1-0 totalt i ett dubbelmöte.

## Tävlingar

### Allsvenskan
AIK började serien med att spela 1-1 mot Örebro inför 13 512, en stor siffra jämfört med tidigare års premiärpublik (1998 hade AIK 5 870 mot Trelleborg i öppningsmatchen) och därefter en 2-1-förlust mot Malmö FF - endast en poäng på de två första matcherna alltså. Men sedan började AIK vinna - först 4-0 mot nykomlingarna Kalmar FF, sedan derbyseger mot Hammarby IF med 2-0 inför säsongens högsta publiksiffra (31 412), därefter en 2-1-vinst mot förra årets tvåa Helsingborgs IF. AIK hade alltså gått från 1 poäng på två matcher till tio poäng på fem matcher. Men sedan mötte AIK Trelleborg i en bortamatch och förlorade med 1-0 och skulle inte vinna igen på nästan en månad, vilket dock endast innebar ytterligare två matcher (1-1 mot Örgryte hemma och 0-1 mot Halmstad borta).
AIK skulle börja vinna igen mot IFK Göteborg hemma, en match som AIK vann med 2-0. Denna match blev också början på en lång rad matcher utan förlust, nämligen hela elva matcher. Av dessa vann AIK nio och spelade två oavgjorda och släppte endast in tre mål. Under denna svit höll också AIK:s målvakt Mattias Asper nollan i åtta matcher i rad. Efter 2-0-vinsten mot Göteborg spelade AIK ett derby mot nykomlingarna Djurgården, som AIK vann med 3-1. Därefter spelade AIK mot Elfsborg borta (2-2), Norrköping borta (1-0 till AIK) och Västra Frölunda borta (1-0 till AIK) innan det var dags för nästa hemmamatch som spelades mot Norrköping. Inför 12 693 (en för säsongen normal publiksiffra) vann AIK med 2-0. Det blev ytterligare två hemmamatcher i rad. Man mötte Elfsborg och vann med 3-0 och sedan mötte man Trelleborg och vann med samma siffror. Därefter spelade AIK borta mot Helsingborg och vann med 2-0 och därefter hemma mot Västra Frölunda och också den matchen vann AIK, med 1-0. Med sju raka vinster skulle AIK spela ett till derby mot Djurgårdens IF och var stora favoriter (Djurgården skulle till slut åka ur Allsvenskan). Men derbyt slutade mållöst, 0-0, och var sista matchen på AIK:s elva matcher långa förlustfria svit.
För sedan skulle AIK möta IFK Göteborg igen, som de hade inlett sviten med. Men denna gång blev det en förlust på bortaplan med 1-0, vilket också satte punkt för Aspers rekordlånga svit på matcher utan ett insläppt mål. AIK hämtade sig från förlusten och mötte matchen därefter Hammarby på Råsunda. Inför drygt 21 000 (hela 10 000 mindre än vid det tidigare derbyt mot Hammarby) vann AIK med 2-0 och skulle inte behöva påbörja en rad med förluster istället. Det skulle endast bli en enda förlust till på säsongen. Den skulle komma efter matchen mot Kalmar (som AIK vann med 3-1 på bortaplan), som var matchen efter derbyt. Den matchen spelades hemma mot Halmstad (som slutade trea i tabellen till slut) och förlorades med 1-0. AIK åkte ner till Göteborg för en bortamatch mot blivande fyran Örgryte IS. Matchen slutade 1-1 och Helsingborg gick då förbi AIK i den allsvenska tabellen. Nästa match vanns mot Malmö FF och matchen därefter (säsongens sista) vanns borta mot Örebro med 2-0. Men olikt förra säsongen så vann Helsingborg båda de två sista matcherna och vann Allsvenskan och SM-guldet.

### Champions League
AIK började spela i Champions League sommaren 1999 när de mötte Dnepr Transmash från Vitryssland på bortaplan i den andra kvalomgången. AIK vann den matchen med 1-0 inför 4 300 på vitryssarnas hemmaplan. Därefter spelades hemmamatchen på Råsunda inför nästan 12 000 och AIK vann med 2-0 och gick vidare med 3-0 totalt. I den tredje - och sista - kvalomgången skulle AIK ställas mot storlaget AEK från Aten och första matchen skulle spelas i Aten i Grekland. Matchen slutade 0-0 och spelades inför 24 000 åskådare och förutsättningarna var klara inför returmatchen i Solna: AIK var tvungna att vinna - på förlängningen eller efter full tid - för att gå vidare till gruppspelet. AEK däremot kunde nöja sig med till exempel 1-1 på grund av bortamålsregeln. Och två veckor senare spelades matchen på Råsunda, mer än 31 000 var på plats och AIK vann med 1-0 efter ett mål av Nebojsa Novakovic i början av den andra halvleken och AIK hade kvalificerat sig för gruppspelet i Champions League. Matchen uppmärksammades också eftersom det avlossades ett polisskott på den norra läktaren i halvtid.
I Champions League lottades man mot storklubbarna Barcelona, Arsenal och Fiorentina - alla storklubbar. AIK skulle inleda med en hemmamatch mot Barcelona, som skulle sluta med ett misstag av domaren Alain Saars som "hjälpte till" att AIK fick lida en av "sina allra bittraste förluster". AIK hade gjort 1-0 efter ett mål av Nebojsa Novakovic och ledde matchen i slutskedet. Då skulle AIK göra ett dubbelbyte och en spelare gick av planen för att byta. När sedan den andra spelaren skulle byta så tillät domaren att Barcelona skulle slå sin hörna. Utan att någon var beredd på det slogs hörnan och en Barcelona-spelare kunde enkelt nicka bollen i mål - ett mål som domaren godkände. På övertid lyckades Barcelona även göra 2-1 och vann således matchen. AIK fick fortsätta spela mot Arsenal på Wembley och förlorade med 3-1 inför över 71 000 åskådare. I matchen därefter spelade AIK mot Fiorentina på Råsunda och plockade hem den enda poängen i gruppspelet efter en 0-0-match. I returen matchen efter förlorade AIK med 3-0 och sedan i bortamatchen mot Barcelona som följde förlorade AIK med 5-0. Inför den sista gruppspelsmatchen var både AIK:s och Arsenals placering klar i gruppen (fyra respektive trea) och matchen slutade 3-2 till Arsenal (som senare skulle spela UEFA-cup-final). Barcelona åkte till slut ut i semifinal och Fiorentina spelade dåligt mot jumbon Bordeaux i det andra gruppspelet (gav Bordeaux deras två enda poäng i det gruppspelet) och missade av den anledningen kvartsfinalerna.

### Svenska Cupen
Svenska Cupen 1998/99 började alltså redan 1998 med vinster över Stockviks FF, Sund IF och Tyresö FF i de tre inledande omgångarna och den första matchen för 1999 spelades mot Gefle IF på Skytteholms IP. Inför drygt 2 200 åskådare vann AIK med 3-0 och gick vidare till åttondelsfinal. Den matchen spelades borta mot Halmstads BK och skulle bli den sista bortamatchen i cupen innan finalen för AIK:s del. AIK vann med 1-0 och gick vidare till kvartsfinal hemma mot Trelleborg. Efter full tid slutade matchen 0-0 och matchen gick till förlängning. Inför 3 178 vann AIK efter mål i denna förlängning. Man mötte sedan de blivande svenska mästarna Helsingborgs IF som AIK spelade mot inför 5 735 och som de också vann mot med 2-1. AIK var alltså klara för final i 1998/99 års upplaga av Svensk Cupen. Finalen spelades mot IFK Göteborg och var uppdelad på två matcher - en på Råsunda och en på nya Ullevi. Den första matchen spelades 14 maj på Råsunda inför 9 171, en match som AIK vann med 1-0 och kunde alltså spela på det resultatet i returen. Och så blev det också, returen i Göteborg inför 13 853 blev mållös och AIK kunde titulera sig cupmästare för tredje gången på fyra år i den fjärde finalen på fem år.

## Trupp
AIK:s trupp säsongen 1999:
- 1. Mattias Asper, Målvakt
- 2. Krister Nordin, Mittfältare
- 3. Karl Corneliusson, Mittfältare
- 4. Ola Andersson, Mittfältare
- 5. Michael Brundin, Försvarare
- 6. Tomas Gustafsson, Försvarare
- 7. Nebojsa Novakovic, Anfallare
- 8. Daniel Tjernström, Mittfältare
- 9. Hans Bergh, Mittfältare
- 10. Martin Åslund, Mittfältare
- 11. Andreas Andersson, Anfallare
- 12. Lee Baxter, Målvakt
- 13. Christer Mattiasson, Anfallare
- 14. Thomas Lagerlöf, Försvarare
- 15. David Ljung, Försvarare
- 16. Mike Kjölö, Försvarare
- 17. Pontus Kåmark, Försvarare
- 18. Marcus Bengtsson, Mittfältare
- 19. Daniel Hoch, Anfallare
- 20. Patrick Englund, Försvarare
- 21. Andreas "Adde" Johansson, Anfallare
- 22. Benjamin Kibebe, Försvarare
- 23. Niklas Westberg-Andersson, Målvakt
- 24. Stefan Ishizaki, Mittfältare

## Tabell

### Allsvenskan
|    |                    | S  | V  | O  | F  | GM | IM | MS  | P  |
| -- | ------------------ | -- | -- | -- | -- | -- | -- | --- | -- |
| 1  | Helsingborgs IF    | 26 | 17 | 3  | 6  | 44 | 24 | +20 | 54 |
| 2  | AIK                | 26 | 16 | 5  | 5  | 42 | 14 | +28 | 53 |
| 3  | Halmstads BK       | 26 | 14 | 6  | 6  | 43 | 22 | +21 | 48 |
| 4  | Örgryte IS         | 26 | 11 | 10 | 5  | 41 | 23 | +18 | 43 |
| 5  | IFK Norrköping     | 26 | 11 | 6  | 9  | 41 | 36 | +5  | 39 |
| 6  | IFK Göteborg       | 26 | 11 | 5  | 10 | 27 | 33 | -6  | 38 |
| 7  | Västra Frölunda IF | 26 | 9  | 7  | 10 | 30 | 33 | -3  | 34 |
| 8  | Trelleborgs FF     | 26 | 9  | 6  | 11 | 39 | 47 | -8  | 33 |
| 9  | IF Elfsborg        | 26 | 9  | 5  | 12 | 41 | 48 | -7  | 32 |
| 10 | Hammarby IF        | 26 | 8  | 5  | 13 | 32 | 42 | +10 | 29 |
| 11 | Kalmar FF          | 26 | 8  | 4  | 14 | 27 | 41 | -14 | 28 |
| 12 | Örebro SK          | 26 | 8  | 3  | 15 | 24 | 36 | -12 | 27 |
| 13 | Malmö FF           | 26 | 7  | 4  | 15 | 30 | 48 | -18 | 25 |
| 14 | Djurgårdens IF     | 26 | 5  | 9  | 12 | 27 | 41 | -14 | 24 |

### UEFA Champions League
| Lag           | S | V | O | F | GM | IM | MS  | P  |
| ------------- | - | - | - | - | -- | -- | --- | -- |
| 1. Barcelona  | 6 | 4 | 2 | 0 | 19 | 9  | 10  | 14 |
| 2. Fiorentina | 6 | 2 | 3 | 1 | 9  | 7  | 2   | 9  |
| 3. Arsenal    | 6 | 2 | 2 | 2 | 9  | 9  | 0   | 8  |
| 4. AIK        | 6 | 0 | 1 | 5 | 4  | 16 | -12 | 1  |

## Matcher
De mål AIK har gjort står alltid först, oavsett om matchen har spelats hemma eller borta. Alla matcher spelades 1999.
| Datum        | Spelplats                                    | Motståndare        | Resultat | Matchtyp | Publik |
| ------------ | -------------------------------------------- | ------------------ | -------- | -------- | ------ |
| 20 mars      | Skytteholms IP, Solna, Sverige               | Gefle IF           | 3-0      | SC       | 2 233  |
| 5 april      | Örjans Vall, Halmstad, Sverige               | Halmstads BK       | 1-0      | SC       | 2 756  |
| 14 april     | Råsundastadion, Solna, Sverige               | Örebro SK          | 1-1      | A        | 13 512 |
| 15 april     | Råsundastadion, Solna, Sverige               | Trelleborgs FF     | 1-0 ef   | SC       | 13 512 |
| 20 april     | Malmö stadion, Malmö, Sverige                | Malmö FF           | 1-2      | A        | 8 253  |
| 25 april     | Råsundastadion, Solna, Sverige               | Kalmar FF          | 4-0      | A        | 9 484  |
| 30 april     | Råsundastadion, Solna, Sverige               | Helsingborgs IF    | 2-1      | SC       | 5 735  |
| 4 maj        | Råsundastadion, Solna, Sverige               | Hammarby IF        | 2-0      | A        | 31 412 |
| 10 maj       | Råsundastadion, Göteborg, Sverige            | Helsingborgs IF    | 2-1      | A        | 9 265  |
| 14 maj       | Råsundastadion, Solna, Sverige               | IFK Göteborg       | 1-0 1    | SC       | 9 171  |
| 17 maj       | Vångavallen, Trelleborg, Sverige             | Trelleborgs FF     | 0-1      | A        | 2 847  |
| 20 maj       | Nya Ullevi, Göteborg, Sverige                | IFK Göteborg       | 0-0 1    | SC       | 13 853 |
| 24 maj       | Råsundastadion, Solna, Sverige               | Örgryte IS         | 1-1      | A        | 12 983 |
| 30 maj       | Örjans Vall, Halmstad, Sverige               | Halmstads BK       | 0-1      | A        | 4 079  |
| 8 juni       | Råsundastadion, Solna, Sverige               | IFK Göteborg       | 2-0      | A        | 14 304 |
| 14 juni      | Råsundastadion, Solna, Sverige               | Djurgårdens IF     | 3-1      | A        | 28 054 |
| 21 juni      | Ryavallen, Borås, Sverige                    | IF Elfsborg        | 2-2      | A        | 6 251  |
| 28 juni      | Norrköpings Idrottspark, Norrköping, Sverige | IFK Norrköping     | 1-0      | A        | 11 761 |
| 5 juli       | Ruddalens IP, Ruddalen, Sverige              | Västra Frölunda IF | 1-0      | A        | 3 043  |
| 19 juli      | Råsundastadion, Solna, Sverige               | IFK Norrköping     | 2-0      | A        | 12 693 |
| 24 juli      | Studenternas IP, Uppsala, Sverige            | IK Sirius          | 3-0 2    | SC       | 4 624  |
| 28 juli      | ?, ?, Vitryssland                            | FC Dnepr Transmash | 1-0      | CL       | 4 300  |
| 31 juli      | Råsundastadion, Solna, Sverige               | IF Elfsborg        | 3-0      | A        | 8 441  |
| 4 augusti    | Råsundastadion, Solna, Sverige               | FC Dnepr Transmash | 2-0      | CL       | 11 857 |
| 7 augusti    | Råsundastadion, Solna, Sverige               | Trelleborgs FF     | 3-0      | A        | 9 111  |
| 11 augusti   | Atens Olympiastadion, Aten, Grekland         | AEK Aten FC        | 0-0      | CL       | 24 000 |
| 15 augusti   | Olympia, Helsingborg, Sverige                | Helsingborgs IF    | 2-0      | A        | 13 355 |
| 21 augusti   | Råsundastadion, Solna, Sverige               | Västra Frölunda IF | 1-0      | A        | 9 889  |
| 25 augusti   | Råsundastadion, Solna, Sverige               | AEK Aten FC        | 1-0      | CL       | 31 115 |
| 30 augusti   | Råsundastadion, Solna, Sverige               | Djurgårdens IF     | 0-0      | A        | 19 128 |
| 11 september | Gamla Ullevi, Göteborg, Sverige              | IFK Göteborg       | 0-1      | A        | 10 683 |
| 14 september | Råsundastadion, Solna, Sverige               | FC Barcelona       | 1-2      | CL       | 30 543 |
| 18 september | Råsundastadion, Solna, Sverige               | Hammarby IF        | 2-0      | A        | 21 714 |
| 22 september | Wembley Stadium, London, England             | Arsenal FC         | 1-3      | CL       | 71 227 |
| 25 september | Fredriksskans IP, Kalmar, Sverige            | Kalmar FF          | 3-1      | A        | 7 399  |
| 29 september | Råsundastadion, Solna, Sverige               | ACF Fiorentina     | 0-0      | CL       | 30 195 |
| 3 oktober    | Råsundastadion, Solna, Sverige               | Halmstads BK       | 0-1      | A        | 13 654 |
| 10 oktober   | Rocklunda IP, Västerås, Sverige              | Västerås SK        | 1-0 ef   | SC       | 1 252  |
| 16 oktober   | Gamla Ullevi, Göteborg, Sverige              | Örgryte IS         | 1-1      | A        | 5 707  |
| 19 oktober   | Stadio Artemio Franchi, Florens, Italien     | ACF Fiorentina     | 0-3      | CL       | 15 280 |
| 23 oktober   | Råsundastadion, Solna, Sverige               | Malmö FF           | 3-0      | A        | 12 664 |
| 27 oktober   | Camp Nou, Barcelona, Spanien                 | FC Barcelona       | 0-5      | CL       | 60 000 |
| 30 oktober   | Eyravallen, Örebro, Sverige                  | Örebro SK          | 2-0      | A        | 10 727 |
| 2 november   | Råsundastadion, Solna, Sverige               | Arsenal FC         | 2-3      | CL       | 33 005 |

1 = Finaler av Svenska Cupen 1998/1999 
2 = Första omgången av Svenska Cupen 1999/2000
- A = Allsvenskan
- SC = Svenska Cupen
- CL = Champions League
- ef = Efter förlängning